# Leagues Cup 2023
Navigation
2021 2024
La Leagues Cup 2023 est la troisième édition de la Leagues Cup, une compétition nord-américaine de soccer (football) organisée conjointement par la Major League Soccer et la Liga MX qui met aux prises toutes les équipes des deux ligues.
Pour la première fois dans l'histoire de la compétition, toutes les équipes de MLS et de Liga MX (47 au total) participeront au tournoi, les deux ligues prenant une pause dans leurs saisons respectives pour participer au tournoi.
De plus, les finalistes de la Leagues Cup et l'équipe qui termine à la troisième place gagnent des places pour la Coupe des champions 2024, le vainqueur accédant automatiquement aux huitièmes de finale de ce tournoi.
L'Inter Miami remporte la compétition et glane le premier titre de son histoire après sa victoire au tirs au but contre le Nashville SC,. Le Union de Philadelphie termine troisième et est donc qualifié pour le premier tour de la Coupe des champions 2024 après sa victoire contre le CF Monterrey.

## Format
La Leagues Cup 2023 est la première édition où toutes les équipes de Major League Soccer et de Liga MX participeront,. Le vainqueur de la Coupe MLS 2022 et le champion de la Clausura 2022/de l'Apertura 2022 avec le plus grand nombre de points cumulés en 2022 se qualifieront automatiquement pour les huitièmes de finale. Les 45 équipes restantes sont réparties en 15 groupes de trois et ces groupes sont répartis en quatre régions,,.
Pour la phase de groupes, les équipes joueront un match contre chaque équipe de leur groupe. Tous les matchs auront lieu aux États-Unis/au Canada, les équipes MLS jouant à domicile et les matchs intra-Liga MX seront jouées dans des stades déterminés en fonction de la région. Il n’y aura aucun match nul pendant la phase de groupes. En cas d’égalité après 90 minutes, un point est attribué à chaque club et une séance de tirs au but permettra d’attribuer un point supplémentaire. Trois points sont attribués pour une victoire en temps réglementaire,,,.
Les deux meilleures équipes de chaque groupe se qualifient pour les seizièmes de finale, rejoignant les vainqueurs de la Coupe MLS et le champion de Liga MX le mieux classé. Cette phase du tournoi sera un format à élimination directe en cinq manches avec un match pour la troisième place. Les deux finalistes et l'équipe de troisième place gagneront des places pour la Coupe des champions 2024, le vainqueur se qualifiant automatiquement pour les huitièmes de finale de la compétition,,,,.

## Équipes et tirage au sort
La compétition réunit les 47 clubs des deux ligues : 29 de la MLS et 18 de la Liga MX,. Les équipes sont classées par ligue en utilisant le classement général de la saison 2022 pour la MLS et les classements combinés de la Clausura 2022 et de l'Apertura 2022 pour la Liga MX. Les champions de chaque ligue se voient attribuer le rang 1 et accèdent directement à la phase à élimination directe. Les 15 équipes suivantes de chaque ligue sont placées dans des groupes en fonction du classement : le deuxième de MLS retrouve le seizième de Liga MX, le troisième de MLS face au quinzième de Liga MX, etc. Les équipes restantes (13 MLS et 2 Liga MX) sont tirées au sort parmi les groupes répartis en régions géographiques,,.
| #  | Équipes                              |
| -- | ------------------------------------ |
| 1  | Los Angeles FC                       |
| 2  | Union de Philadelphie                |
| 3  | CF Montréal                          |
| 4  | Austin FC                            |
| 5  | New York City FC                     |
| 6  | Red Bulls de New York                |
| 7  | FC Dallas                            |
| 8  | Galaxy de Los Angeles                |
| 9  | Nashville SC                         |
| 10 | FC Cincinnati                        |
| 11 | Minnesota United FC                  |
| 12 | Inter Miami CF                       |
| 13 | Orlando City SC                      |
| 14 | Real Salt Lake                       |
| 15 | Timbers de Portland                  |
| 16 | Crew de Columbus                     |
| 17 | Whitecaps de Vancouver               |
| 18 | Rapids du Colorado                   |
| 19 | Charlotte FC                         |
| 20 | Revolution de la Nouvelle-Angleterre |
| 21 | Sounders de Seattle                  |
| 22 | Sporting de Kansas City              |
| 23 | Atlanta United FC                    |
| 24 | Fire de Chicago                      |
| 25 | Dynamo de Houston                    |
| 26 | Earthquakes de San José              |
| 27 | Toronto FC                           |
| 28 | D.C. United                          |
| -  | St. Louis City SC                    |

| #  | Équipes             |
| -- | ------------------- |
| 1  | CF Pachuca          |
| 2  | Club América        |
| 3  | Tigres UANL         |
| 4  | CF Monterrey        |
| 5  | Club Santos Laguna  |
| 6  | Cruz Azul FC        |
| 7  | Club Puebla         |
| 8  | CD Guadalajara      |
| 9  | Deportivo Toluca FC |
| 10 | Club León           |
| 11 | Club Necaxa         |
| 12 | Atlético San Luis   |
| 13 | Atlas FC            |
| 14 | Mazatlán FC         |
| 15 | Pumas UNAM          |
| 16 | Club Tijuana        |
| 17 | FC Juárez           |
| 18 | Querétaro FC        |

### Localisation des clubs
| \| Rapids FC Dallas Sporting Dynamo Los Angeles FC Galaxy Real Salt Lake Earthquakes Sounders Minnesota Timbers Whitecaps Austin Nashville Fire Crew D.C. United Montréal Revolution Orlando City Union Red Bulls New York · City FC Toronto FC Atlanta FC Cincinnati Inter Miami Charlotte St. Louis \| Localisation des clubs de la Major League Soccer 2023 |
| Rapids FC Dallas Sporting Dynamo Los Angeles FC Galaxy Real Salt Lake Earthquakes Sounders Minnesota Timbers Whitecaps Austin Nashville Fire Crew D.C. United Montréal Revolution Orlando City Union Red Bulls New York · City FC Toronto FC Atlanta FC Cincinnati Inter Miami Charlotte St. Louis                                                             |

| Rapids FC Dallas Sporting Dynamo Los Angeles FC Galaxy Real Salt Lake Earthquakes Sounders Minnesota Timbers Whitecaps Austin Nashville Fire Crew D.C. United Montréal Revolution Orlando City Union Red Bulls New York · City FC Toronto FC Atlanta FC Cincinnati Inter Miami Charlotte St. Louis |

| \| Mexico: Club América Cruz Azul Universidad Querétaro Atlas CD Guadalajara Monterrey Tigres UANL Pachuca Mazatlán Toluca Santos Laguna I Mexico Puebla Tijuana León Necaxa FC Juárez San Luis \| Localisation des clubs de la Liga MX |
| Mexico: Club América Cruz Azul Universidad Querétaro Atlas CD Guadalajara Monterrey Tigres UANL Pachuca Mazatlán Toluca Santos Laguna I Mexico Puebla Tijuana León Necaxa FC Juárez San Luis                                            |

| Mexico: Club América Cruz Azul Universidad Querétaro Atlas CD Guadalajara Monterrey Tigres UANL Pachuca Mazatlán Toluca Santos Laguna I Mexico Puebla Tijuana León Necaxa FC Juárez San Luis |

## Calendrier
| Phase            | Tour             | Date               |
| ---------------- | ---------------- | ------------------ |
| Phase de groupes | 1re journée      | 21-23 juillet 2023 |
| Phase de groupes | 2e journée       | 25-27 juillet 2023 |
| Phase de groupes | 3e journée       | 29-31 juillet 2023 |
| Phase finale     | 16e de finale    | 2-4 août 2023      |
| Phase finale     | 8e de finale     | 6-8 août 2023      |
| Phase finale     | Quarts de finale | 11 août 2023       |
| Phase finale     | Demi-finale      | 15 août 2023       |
| Phase finale     | 3e place         | 19 août 2023       |
| Phase finale     | Finale           | 19 août 2023       |

## Phase de groupes
Les 15 groupes — ainsi que leurs zones géographiques — de cette compétition mettant aux prises les clubs de la Major League Soccer et ceux de la Liga MX sont annoncés le 20 janvier 2023,. Les groupes sont formés en fonction de leur région géographique, puis de leur place au classement final. Chaque équipe dispute deux parties et les deux meilleures formations passent au tour suivant. Le Los Angeles FC et le CF Pachuca, champions respectifs de la MLS et de la Liga MX, ont obtenu un laissez-passer pour la phase de groupes,,.
Les horaires indiqués sont en heure de l'Est (UTC−4 puisqu'en heure d'été), sauf indications contraires.
Légende des classements
- Qualifié pour les seizièmes de finale

### Ouest
| Rang | Équipe                  | Pts | J | G | Gt | Pt | P | Bp | Bc | Diff |
| ---- | ----------------------- | --- | - | - | -- | -- | - | -- | -- | ---- |
| 1    | Tigres UANL             | 6   | 2 | 2 | 0  | 0  | 0 | 3  | 1  | +2   |
| 2    | Timbers de Portland     | 3   | 2 | 1 | 0  | 0  | 1 | 3  | 2  | +1   |
| 3    | Earthquakes de San José | 0   | 2 | 0 | 0  | 0  | 2 | 0  | 3  | -3   |

| 22 juillet 2023 | Timbers de Portland    | 2 - 0   | Earthquakes de San José | Providence Park, Portland                                         |                                                                   |
| 19h00 UTC−7     | Evander 33e · Mora 86e | (1 - 0) |                         | Spectateurs : 21 137 Arbitrage : Víctor Alfonso Cáceres Hernández | Spectateurs : 21 137 Arbitrage : Víctor Alfonso Cáceres Hernández |
| 19h00 UTC−7     | Rapport                |         |                         | Spectateurs : 21 137 Arbitrage : Víctor Alfonso Cáceres Hernández | Spectateurs : 21 137 Arbitrage : Víctor Alfonso Cáceres Hernández |

| 26 juillet 2023 | Tigres UANL             | 2 - 1   | Timbers de Portland | Providence Park, Portland                     |                                               |
| 19h00 UTC−7     | Gignac 42e · Angulo 80e | (1 - 1) | 24e Evander         | Spectateurs : 21 755 Arbitrage : Walter López | Spectateurs : 21 755 Arbitrage : Walter López |
| 19h00 UTC−7     | Rapport                 |         |                     | Spectateurs : 21 755 Arbitrage : Walter López | Spectateurs : 21 755 Arbitrage : Walter López |

| 30 juillet 2023 | Tigres UANL   | 1 - 0   | Earthquakes de San José | PayPal Park, San José                               |                                                     |
| 20h00 UTC−7     | Gorriarán 19e | (1 - 0) |                         | Spectateurs : 17 449 Arbitrage : Marcos de Oliveira | Spectateurs : 17 449 Arbitrage : Marcos de Oliveira |
| 20h00 UTC−7     | Rapport       |         |                         | Spectateurs : 17 449 Arbitrage : Marcos de Oliveira | Spectateurs : 17 449 Arbitrage : Marcos de Oliveira |

| Rang | Équipe              | Pts | J | G | Gt | Pt | P | Bp | Bc | Diff |
| ---- | ------------------- | --- | - | - | -- | -- | - | -- | -- | ---- |
| 1    | CF Monterrey        | 6   | 2 | 2 | 0  | 0  | 0 | 7  | 2  | +5   |
| 2    | Real Salt Lake      | 3   | 2 | 1 | 0  | 0  | 1 | 3  | 3  | 0    |
| 3    | Sounders de Seattle | 0   | 2 | 0 | 0  | 0  | 2 | 2  | 7  | -5   |

| 22 juillet 2023 | Real Salt Lake                        | 3 - 0   | Sounders de Seattle | America First Field, Sandy                                |                                                           |
| 19h30 UTC−6     | Savarino 48e · Arango 51e · Rubin 88e | (0 - 0) |                     | Spectateurs : 10 507 Arbitrage : Guillermo Pacheco Larios | Spectateurs : 10 507 Arbitrage : Guillermo Pacheco Larios |
| 19h30 UTC−6     | Rapport                               |         |                     | Spectateurs : 10 507 Arbitrage : Guillermo Pacheco Larios | Spectateurs : 10 507 Arbitrage : Guillermo Pacheco Larios |

| 26 juillet 2023 | CF Monterrey                      | 3 - 0   | Real Salt Lake | America First Field, Sandy                       |                                                  |
| 19h30 UTC−6     | Glad 8e (csc) · Berterame 13e 74e | (2 - 0) |                | Spectateurs : 20 734 Arbitrage : Rosendo Mendoza | Spectateurs : 20 734 Arbitrage : Rosendo Mendoza |
| 19h30 UTC−6     | Rapport                           |         |                | Spectateurs : 20 734 Arbitrage : Rosendo Mendoza | Spectateurs : 20 734 Arbitrage : Rosendo Mendoza |

| 30 juillet 2023 | CF Monterrey                                 | 4 - 2   | Sounders de Seattle    | Lumen Field, Seattle                         |                                              |
| 18h00 UTC−7     | Berterame 31e 45+2e (pen.) 63e · Cortizo 48e | (2 - 2) | 2e Lodeiro · 6e Morris | Spectateurs : 33 508 Arbitrage : Bryan López | Spectateurs : 33 508 Arbitrage : Bryan López |
| 18h00 UTC−7     | Rapport                                      |         |                        | Spectateurs : 33 508 Arbitrage : Bryan López | Spectateurs : 33 508 Arbitrage : Bryan López |

| Rang | Équipe                 | Pts | J | G | Gt | Pt | P | Bp | Bc | Diff |
| ---- | ---------------------- | --- | - | - | -- | -- | - | -- | -- | ---- |
| 1    | Club León              | 5   | 2 | 1 | 1  | 0  | 0 | 3  | 2  | +1   |
| 2    | Whitecaps de Vancouver | 4   | 2 | 1 | 0  | 1  | 0 | 4  | 3  | +1   |
| 3    | Galaxy de Los Angeles  | 0   | 2 | 0 | 0  | 0  | 2 | 1  | 3  | -2   |

| 21 juillet 2023 | Whitecaps de Vancouver | 2 - 2               | Club León | BC Place, Vancouver                                        |                                                            |
| 19h30 UTC−7     | Córdova 44e 57e | (1 - 1)             | 23e Moreno · 77e Hernández | Spectateurs : 17 391 Arbitrage : Fernando Guerrero Ramírez | Spectateurs : 17 391 Arbitrage : Fernando Guerrero Ramírez |
| 19h30 UTC−7     | Rapport |                     | | Spectateurs : 17 391 Arbitrage : Fernando Guerrero Ramírez | Spectateurs : 17 391 Arbitrage : Fernando Guerrero Ramírez |
| 19h30 UTC−7     | Gauld · Caicedo · Cubas · Martins · White · Blackmon · Veselinović · Laborda · Becher · Teibert · Takaoka · Gauld · Caicedo · White · Veselinović · Blackmon · Becher · Cubas · Martins | Tirs au but 15 - 16 | Frías · Ramírez · Hernández · Sánchez · Rubio · Rodríguez · Tesillo · Ambríz · Romero · Barreiro · Cota · Frías · Hernández · Romero · Tesillo · Rubio · Ramírez · Rodríguez · Sánchez | Spectateurs : 17 391 Arbitrage : Fernando Guerrero Ramírez | Spectateurs : 17 391 Arbitrage : Fernando Guerrero Ramírez |

| 26 juillet 2023 | Galaxy de Los Angeles | 0 - 1   | Club León | Dignity Health Sports Park, Carson             |                                                |
| 19h30 UTC−7     |                       | (0 - 0) | 58e Mena  | Spectateurs : 20 776 Arbitrage : Juan Calderón | Spectateurs : 20 776 Arbitrage : Juan Calderón |
| 19h30 UTC−7     | Rapport               |         |           | Spectateurs : 20 776 Arbitrage : Juan Calderón | Spectateurs : 20 776 Arbitrage : Juan Calderón |

| 30 juillet 2023 | Galaxy de Los Angeles | 1 - 2   | Whitecaps de Vancouver           | Dignity Health Sports Park, Carson            |                                               |
| 18h00 UTC−7     | Puig 16e              | (1 - 0) | 81e (csc) Calegari · 90+1e White | Spectateurs : 14 787 Arbitrage : Walter López | Spectateurs : 14 787 Arbitrage : Walter López |
| 18h00 UTC−7     | Rapport               |         |                                  | Spectateurs : 14 787 Arbitrage : Walter López | Spectateurs : 14 787 Arbitrage : Walter López |

### Centrale
| Rang | Équipe            | Pts | J | G | Gt | Pt | P | Bp | Bc | Diff |
| ---- | ----------------- | --- | - | - | -- | -- | - | -- | -- | ---- |
| 1    | Crew de Columbus  | 6   | 2 | 2 | 0  | 0  | 0 | 6  | 2  | +4   |
| 2    | Club América      | 3   | 2 | 1 | 0  | 0  | 1 | 5  | 4  | +1   |
| 3    | St. Louis City SC | 0   | 2 | 0 | 0  | 0  | 2 | 1  | 6  | -5   |

| 23 juillet 2023 | Crew de Columbus                     | 2 - 1   | St. Louis City SC      | Lower.com Field, Columbus                   |                                             |
| 19h30           | Zelarayán 11e · Hernández 29e (pen.) | (2 - 0) | 85e (csc) Russell-Rowe | Spectateurs : 20 533 Arbitrage : Reon Radix | Spectateurs : 20 533 Arbitrage : Reon Radix |
| 19h30           | Rapport                              |         |                        | Spectateurs : 20 533 Arbitrage : Reon Radix | Spectateurs : 20 533 Arbitrage : Reon Radix |

| 27 juillet 2023 | Club América                                          | 4 - 0   | St. Louis City SC | CityPark, Saint-Louis                         |                                               |
| 21h00 UTC−5     | Martín 5e · Quiñones 51e · Álvarez 54e · Zendejas 77e | (1 - 0) |                   | Spectateurs : 22 423 Arbitrage : Selvin Brown | Spectateurs : 22 423 Arbitrage : Selvin Brown |
| 21h00 UTC−5     | Rapport                                               |         |                   | Spectateurs : 22 423 Arbitrage : Selvin Brown | Spectateurs : 22 423 Arbitrage : Selvin Brown |

| 31 juillet 2023 | Club América | 1 - 4   | Crew de Columbus                                       | Lower.com Field, Columbus                                  |                                                            |
| 20h00           | Álvarez 29e  | (1 - 1) | 41e 69e (pen.) Hernández · 81e Ramirez · 90+3e Moreira | Spectateurs : 20 217 Arbitrage : Fernando Guerrero Ramírez | Spectateurs : 20 217 Arbitrage : Fernando Guerrero Ramírez |
| 20h00           | Rapport      |         |                                                        | Spectateurs : 20 217 Arbitrage : Fernando Guerrero Ramírez | Spectateurs : 20 217 Arbitrage : Fernando Guerrero Ramírez |

| Rang | Équipe           | Pts | J | G | Gt | Pt | P | Bp | Bc | Diff |
| ---- | ---------------- | --- | - | - | -- | -- | - | -- | -- | ---- |
| 1    | Fire de Chicago  | 4   | 2 | 1 | 0  | 1  | 0 | 4  | 3  | +1   |
| 2    | Minnesota United | 3   | 2 | 1 | 0  | 0  | 1 | 6  | 3  | +3   |
| 3    | Club Puebla      | 2   | 2 | 0 | 1  | 0  | 1 | 1  | 5  | -4   |

| 23 juillet 2023 | Club Puebla | 0 - 4   | Minnesota United                    | Allianz Field, Saint Paul                     |                                               |
| 20h00 UTC−5     |             | (0 - 1) | 24e 51e Hlongwane · 59e 65e Reynoso | Spectateurs : 19 609 Arbitrage : Selvin Brown | Spectateurs : 19 609 Arbitrage : Selvin Brown |
| 20h00 UTC−5     | Rapport     |         |                                     | Spectateurs : 19 609 Arbitrage : Selvin Brown | Spectateurs : 19 609 Arbitrage : Selvin Brown |

| 27 juillet 2023 | Minnesota United  | 2 - 3   | Fire de Chicago                               | Allianz Field, Saint Paul                     |                                               |
| 19h30 UTC−5     | Hlongwane 62e 73e | (0 - 0) | 69e (pen.) Shaqiri · 79e Souquet · 83e Kamara | Spectateurs : 18 419 Arbitrage : Nima Saghafi | Spectateurs : 18 419 Arbitrage : Nima Saghafi |
| 19h30 UTC−5     | Rapport           |         |                                               | Spectateurs : 18 419 Arbitrage : Nima Saghafi | Spectateurs : 18 419 Arbitrage : Nima Saghafi |

| 31 juillet 2023 | Club Puebla | 1 - 1            | Fire de Chicago                                                                                          | SeatGeek Stadium, Bridgeview                              |                                                           |
| 19h30 UTC−5     | Angulo 74e | (0 - 0)          | 79e Shaqiri                                                                                              | Spectateurs : 12 619 Arbitrage : Jesús Rafael López Valle | Spectateurs : 12 619 Arbitrage : Jesús Rafael López Valle |
| 19h30 UTC−5     | Rapport |                  | | Spectateurs : 12 619 Arbitrage : Jesús Rafael López Valle | Spectateurs : 12 619 Arbitrage : Jesús Rafael López Valle |
| 19h30 UTC−5     | Mancuello · Álvarez · Barragán · Ferrareis · Angulo · Silva · Velasco · Olmedo · González · Rodríguez · Mancuello | Tirs au but 10-9 | Czichos · Shaqiri · Gutiérrez · Przybyłko · Pineda · Aceves · Torres · Doumbia · Terán · Brady · Czichos | Spectateurs : 12 619 Arbitrage : Jesús Rafael López Valle | Spectateurs : 12 619 Arbitrage : Jesús Rafael López Valle |

| Rang | Équipe                  | Pts | J | G | Gt | Pt | P | Bp | Bc | Diff |
| ---- | ----------------------- | --- | - | - | -- | -- | - | -- | -- | ---- |
| 1    | FC Cincinnati           | 5   | 2 | 1 | 1  | 0  | 0 | 6  | 4  | +2   |
| 2    | Sporting de Kansas City | 4   | 2 | 1 | 0  | 1  | 0 | 4  | 3  | +1   |
| 3    | CD Guadalajara          | 0   | 2 | 0 | 0  | 0  | 2 | 1  | 4  | -3   |

| 23 juillet 2023 | FC Cincinnati                                          | 3 - 3             | Sporting de Kansas City                           | TQL Stadium, Cincinnati                                  |                                                          |
| 19h30           | Pulskamp 34e (csc) · Vazquez 56e · Acosta 90+8e (pen.) | (1 - 2)           | 9e (csc) Hagglund · 12e Rosero · 69e (pen.) Kinda | Spectateurs : 24 524 Arbitrage : Daniel Quintero Huitrón | Spectateurs : 24 524 Arbitrage : Daniel Quintero Huitrón |
| 19h30           | Rapport                                                |                   |                                                   | Spectateurs : 24 524 Arbitrage : Daniel Quintero Huitrón | Spectateurs : 24 524 Arbitrage : Daniel Quintero Huitrón |
| 19h30           | Acosta · Vazquez · Kubo · Miazga                       | Tirs au but 4 - 2 | Thommy · Shelton · Walter · Fontàs                | Spectateurs : 24 524 Arbitrage : Daniel Quintero Huitrón | Spectateurs : 24 524 Arbitrage : Daniel Quintero Huitrón |

| 27 juillet 2023 | CD Guadalajara | 1 - 3   | FC Cincinnati     | TQL Stadium, Cincinnati     |                             |
| 20h00           | Briseño 61e    | (0 - 2) | 2e 8e 73e Vazquez | Arbitrage : Benjamin Pineda | Arbitrage : Benjamin Pineda |
| 20h00           | Rapport        |         |                   | Arbitrage : Benjamin Pineda | Arbitrage : Benjamin Pineda |

| 31 juillet 2023 | CD Guadalajara | 0 - 1   | Sporting de Kansas City | Children's Mercy Park, Kansas City             |                                                |
| 21h00 UTC−5     |                | (0 - 1) | 27e Russell             | Spectateurs : 20 373 Arbitrage : Lukasz Szpala | Spectateurs : 20 373 Arbitrage : Lukasz Szpala |
| 21h00 UTC−5     | Rapport        |         |                         | Spectateurs : 20 373 Arbitrage : Lukasz Szpala | Spectateurs : 20 373 Arbitrage : Lukasz Szpala |

| Rang | Équipe             | Pts | J | G | Gt | Pt | P | Bp | Bc | Diff |
| ---- | ------------------ | --- | - | - | -- | -- | - | -- | -- | ---- |
| 1    | Deportivo Toluca   | 6   | 2 | 2 | 0  | 0  | 0 | 8  | 4  | +4   |
| 2    | Nashville SC       | 3   | 2 | 1 | 0  | 0  | 1 | 5  | 5  | 0    |
| 3    | Rapids du Colorado | 0   | 2 | 0 | 0  | 0  | 2 | 2  | 6  | -4   |

| 23 juillet 2023 | Nashville SC                  | 2 - 1   | Rapids du Colorado | Geodis Park, Nashville                       |                                              |
| 19h30 UTC−5     | Mukhtar 57e · Shaffelburg 65e | (0 - 0) | 80e Gutman         | Spectateurs : 16 087 Arbitrage : David Gómez | Spectateurs : 16 087 Arbitrage : David Gómez |
| 19h30 UTC−5     | Rapport                       |         |                    | Spectateurs : 16 087 Arbitrage : David Gómez | Spectateurs : 16 087 Arbitrage : David Gómez |

| 27 juillet 2023 | Nashville SC                               | 3 - 4   | Deportivo Toluca                                | Geodis Park, Nashville                           |                                                  |
| 19h30 UTC−5     | Zimmerman 3e · Picault 37e · Haakenson 70e | (2 - 3) | 27e 44e Ruiz · 45+8e (pen.) Volpi · 61e Morales | Spectateurs : 19 817 Arbitrage : Ricardo Montero | Spectateurs : 19 817 Arbitrage : Ricardo Montero |
| 19h30 UTC−5     | Rapport                                    |         |                                                 | Spectateurs : 19 817 Arbitrage : Ricardo Montero | Spectateurs : 19 817 Arbitrage : Ricardo Montero |

| 31 juillet 2023 | Deportivo Toluca                                          | 4 - 1   | Rapids du Colorado | Dick's Sporting Goods Park, Commerce City     |                                               |
| 19h30 UTC−6     | Raul 45e · López 76e · Angulo 90+3e · Huerta 90+7e (pen.) | (1 - 0) | 90+1e (pen.) Rubio | Spectateurs : 15 388 Arbitrage : Selvin Brown | Spectateurs : 15 388 Arbitrage : Selvin Brown |
| 19h30 UTC−6     | Rapport                                                   |         |                    | Spectateurs : 15 388 Arbitrage : Selvin Brown | Spectateurs : 15 388 Arbitrage : Selvin Brown |

### Sud
| Rang | Équipe      | Pts | J | G | Gt | Pt | P | Bp | Bc | Diff |
| ---- | ----------- | --- | - | - | -- | -- | - | -- | -- | ---- |
| 1    | Mazatlán FC | 5   | 2 | 1 | 1  | 0  | 0 | 4  | 2  | +2   |
| 2    | FC Juárez   | 4   | 2 | 1 | 0  | 1  | 0 | 4  | 2  | +2   |
| 3    | Austin FC   | 0   | 2 | 0 | 0  | 0  | 2 | 2  | 6  | -4   |

| 21 juillet 2023 | Austin FC           | 1 - 3   | Mazatlán FC                          | Q2 Stadium, Austin                                        |                                                           |
| 21h00 UTC−5     | Fagúndez 65e (pen.) | (0 - 0) | 49e Colmán · 67e Montaño · 88e Bello | Spectateurs : 20 738 Arbitrage : Randy Encarnación Solano | Spectateurs : 20 738 Arbitrage : Randy Encarnación Solano |
| 21h00 UTC−5     | Rapport             |         |                                      | Spectateurs : 20 738 Arbitrage : Randy Encarnación Solano | Spectateurs : 20 738 Arbitrage : Randy Encarnación Solano |

| 25 juillet 2023 | Mazatlán FC                            | 1 - 1             | FC Juárez                       | Q2 Stadium, Austin                                             |                                                                |
| 19h30 UTC−5     | Loba 49e                               | (0 - 1)           | 25e (csc) Intriago              | Spectateurs : 958 Arbitrage : Víctor Alfonso Cáceres Hernández | Spectateurs : 958 Arbitrage : Víctor Alfonso Cáceres Hernández |
| 19h30 UTC−5     | Rapport                                |                   |                                 | Spectateurs : 958 Arbitrage : Víctor Alfonso Cáceres Hernández | Spectateurs : 958 Arbitrage : Víctor Alfonso Cáceres Hernández |
| 19h30 UTC−5     | Montaño · Amarilla · Almada · Intriago | Tirs au but 4 - 2 | Ortega · Urzi · Osuna · Nevárez | Spectateurs : 958 Arbitrage : Víctor Alfonso Cáceres Hernández | Spectateurs : 958 Arbitrage : Víctor Alfonso Cáceres Hernández |

| 29 juillet 2023 | Austin FC  | 1 - 3   | FC Juárez                    | Q2 Stadium, Austin                                    |                                                       |
| 19h30 UTC−5     | Finlay 23e | (1 - 1) | 35e Saucedo · 62e 69e García | Spectateurs : 20 738 Arbitrage : Ismael Rosario López | Spectateurs : 20 738 Arbitrage : Ismael Rosario López |
| 19h30 UTC−5     | Rapport    |         |                              | Spectateurs : 20 738 Arbitrage : Ismael Rosario López | Spectateurs : 20 738 Arbitrage : Ismael Rosario López |

| Rang | Équipe             | Pts | J | G | Gt | Pt | P | Bp | Bc | Diff |
| ---- | ------------------ | --- | - | - | -- | -- | - | -- | -- | ---- |
| 1    | Orlando City SC    | 5   | 2 | 1 | 1  | 0  | 0 | 4  | 3  | +1   |
| 2    | Dynamo de Houston  | 3   | 2 | 0 | 1  | 1  | 0 | 3  | 3  | 0    |
| 3    | Club Santos Laguna | 1   | 2 | 0 | 0  | 1  | 1 | 4  | 5  | -1   |

| 21 juillet 2023 | Orlando City SC                           | 1 - 1             | Dynamo de Houston                                   | Exploria Stadium, Orlando                    |                                              |
| 19h30           | McGuire 46e                               | (0 - 1)           | 45+5e (pen.) Bassi                                  | Spectateurs : 14 005 Arbitrage : Filip Dujic | Spectateurs : 14 005 Arbitrage : Filip Dujic |
| 19h30           | Rapport                                   |                   |                                                     | Spectateurs : 14 005 Arbitrage : Filip Dujic | Spectateurs : 14 005 Arbitrage : Filip Dujic |
| 19h30           | Kara · Santos · Jansson · Carlos · Torres | Tirs au but 5 - 4 | Herrera · Úlfarsson · Carrasquilla · Dorsey · Smith | Spectateurs : 14 005 Arbitrage : Filip Dujic | Spectateurs : 14 005 Arbitrage : Filip Dujic |

| 25 juillet 2023 | Club Santos Laguna                           | 2 - 2             | Dynamo de Houston                            | Shell Energy Stadium, Houston                   |                                                 |
| 19h00 UTC−5     | Preciado 45e 62e (pen.)                      | (1 - 2)           | 14e Baird · 26e Dorsey                       | Spectateurs : 12 627 Arbitrage : Ismael Cornejo | Spectateurs : 12 627 Arbitrage : Ismael Cornejo |
| 19h00 UTC−5     | Rapport                                      |                   |                                              | Spectateurs : 12 627 Arbitrage : Ismael Cornejo | Spectateurs : 12 627 Arbitrage : Ismael Cornejo |
| 19h00 UTC−5     | Brunetta · Preciado · Dória · Torres · López | Tirs au but 4 - 5 | Bassi · Úlfarsson · Franco · Smith · Caicedo | Spectateurs : 12 627 Arbitrage : Ismael Cornejo | Spectateurs : 12 627 Arbitrage : Ismael Cornejo |

| 29 juillet 2023 | Club Santos Laguna       | 2 - 3   | Orlando City SC                             | Exploria Stadium, Orlando                     |                                               |
| 19h30           | López 41e · Preciado 58e | (1 - 1) | 44e McGuire · 46e Pereyra · 90+2e Cartagena | Spectateurs : 16 313 Arbitrage : Victor Rivas | Spectateurs : 16 313 Arbitrage : Victor Rivas |
| 19h30           | Rapport                  |         |                                             | Spectateurs : 16 313 Arbitrage : Victor Rivas | Spectateurs : 16 313 Arbitrage : Victor Rivas |

| Rang | Équipe         | Pts | J | G | Gt | Pt | P | Bp | Bc | Diff |
| ---- | -------------- | --- | - | - | -- | -- | - | -- | -- | ---- |
| 1    | Inter Miami CF | 6   | 2 | 2 | 0  | 0  | 0 | 6  | 1  | +5   |
| 2    | Cruz Azul FC   | 2   | 2 | 0 | 1  | 0  | 1 | 2  | 3  | -1   |
| 3    | Atlanta United | 1   | 2 | 0 | 0  | 1  | 1 | 1  | 5  | -4   |

| 21 juillet 2023 | Cruz Azul FC | 1 - 2   | Inter Miami CF           | Drive Pink Stadium, Fort Lauderdale            |                                                |
| 20h00           | Antuna 54e   | (0 - 1) | 44e Taylor · 90+4e Messi | Spectateurs : 20 515 Arbitrage : Saíd Martínez | Spectateurs : 20 515 Arbitrage : Saíd Martínez |
| 20h00           | Rapport      |         |                          | Spectateurs : 20 515 Arbitrage : Saíd Martínez | Spectateurs : 20 515 Arbitrage : Saíd Martínez |

| 25 juillet 2023 | Inter Miami CF                | 4 - 0   | Atlanta United | Drive Pink Stadium, Fort Lauderdale            |                                                |
| 19h30           | Messi 8e 22e · Taylor 44e 53e | (3 - 0) |                | Spectateurs : 19 758 Arbitrage : Mario Escobar | Spectateurs : 19 758 Arbitrage : Mario Escobar |
| 19h30           | Rapport                       |         |                | Spectateurs : 19 758 Arbitrage : Mario Escobar | Spectateurs : 19 758 Arbitrage : Mario Escobar |

| 29 juillet 2023 | Cruz Azul FC                                       | 1 - 1             | Atlanta United                                           | Mercedes-Benz Stadium, Atlanta                  |                                                 |
| 20h00           | Moisés 20e                                         | (1 - 0)           | 75e Almada                                               | Spectateurs : 41 108 Arbitrage : Oliver Vergara | Spectateurs : 41 108 Arbitrage : Oliver Vergara |
| 20h00           | Rapport                                            |                   |                                                          | Spectateurs : 41 108 Arbitrage : Oliver Vergara | Spectateurs : 41 108 Arbitrage : Oliver Vergara |
| 20h00           | Salcedo · Rivero · Tabó · Rotondi · Antuna · Lotti | Tirs au but 5 - 4 | Lennon · Muyumba · Berry · Almada · Giakoumákis · Purata | Spectateurs : 41 108 Arbitrage : Oliver Vergara | Spectateurs : 41 108 Arbitrage : Oliver Vergara |

| Rang | Équipe       | Pts | J | G | Gt | Pt | P | Bp | Bc | Diff |
| ---- | ------------ | --- | - | - | -- | -- | - | -- | -- | ---- |
| 1    | Charlotte FC | 5   | 2 | 1 | 1  | 0  | 0 | 6  | 3  | +3   |
| 2    | FC Dallas    | 4   | 2 | 1 | 0  | 1  | 0 | 5  | 2  | +3   |
| 3    | Club Necaxa  | 0   | 2 | 0 | 0  | 0  | 2 | 1  | 7  | -6   |

| 21 juillet 2023 | FC Dallas                   | 2 - 2             | Charlotte FC                              | Toyota Stadium, Frisco                                   |                                                          |
| 19h30 UTC−5     | Kamungo 45e · Lletget 75e   | (1 - 0)           | 61e (pen.) Świderski · 90+7e Bender       | Spectateurs : 10 425 Arbitrage : Jorge Camacho Peregrina | Spectateurs : 10 425 Arbitrage : Jorge Camacho Peregrina |
| 19h30 UTC−5     | Rapport                     |                   |                                           | Spectateurs : 10 425 Arbitrage : Jorge Camacho Peregrina | Spectateurs : 10 425 Arbitrage : Jorge Camacho Peregrina |
| 19h30 UTC−5     | Lletget · Farfan · Ferreira | Tirs au but 1 - 4 | Świderski · Bender · Cambridge · Agyemang | Spectateurs : 10 425 Arbitrage : Jorge Camacho Peregrina | Spectateurs : 10 425 Arbitrage : Jorge Camacho Peregrina |

| 25 juillet 2023 | FC Dallas                              | 3 - 0   | Club Necaxa | Toyota Stadium, Frisco                           |                                                  |
| 19h30 UTC−5     | Lletget 24e · Ansah 62e · Ferreira 73e | (1 - 0) |             | Spectateurs : 6 149 Arbitrage : Joseph Dickerson | Spectateurs : 6 149 Arbitrage : Joseph Dickerson |
| 19h30 UTC−5     | Rapport                                |         |             | Spectateurs : 6 149 Arbitrage : Joseph Dickerson | Spectateurs : 6 149 Arbitrage : Joseph Dickerson |

| 29 juillet 2023 | Club Necaxa | 1 - 4   | Charlotte FC                                               | Bank of America Stadium, Charlotte              |                                                 |
| 19h30           | Poggi 89e   | (0 - 3) | 6e Bronico · 42e Świderski · 45+7e Arfield · 57e PAgyemang | Spectateurs : 29 575 Arbitrage : Guido Gonzales | Spectateurs : 29 575 Arbitrage : Guido Gonzales |
| 19h30           | Rapport     |         |                                                            | Spectateurs : 29 575 Arbitrage : Guido Gonzales | Spectateurs : 29 575 Arbitrage : Guido Gonzales |

### Est
| Rang | Équipe                | Pts | J | G | Gt | Pt | P | Bp | Bc | Diff |
| ---- | --------------------- | --- | - | - | -- | -- | - | -- | -- | ---- |
| 1    | Union de Philadelphie | 6   | 2 | 2 | 0  | 0  | 0 | 8  | 2  | +6   |
| 2    | Querétaro FC          | 3   | 2 | 1 | 0  | 0  | 1 | 2  | 5  | -3   |
| 3    | Club Tijuana          | 0   | 2 | 0 | 0  | 0  | 2 | 1  | 4  | -3   |

| 22 juillet 2023 | Union de Philadelphie                | 3 - 1   | Club Tijuana | Subaru Park, Chester                           |                                                |
| 20h00           | Gazdag 21e (pen.) · Carranza 26e 71e | (2 - 0) | 46e González | Spectateurs : 17 731 Arbitrage : Oshane Nation | Spectateurs : 17 731 Arbitrage : Oshane Nation |
| 20h00           | Rapport                              |         |              | Spectateurs : 17 731 Arbitrage : Oshane Nation | Spectateurs : 17 731 Arbitrage : Oshane Nation |

| 26 juillet 2023 | Union de Philadelphie                                        | 5 - 1   | Querétaro FC | Subaru Park, Chester                              |                                                   |
| 19h30           | Gazdag 30e 39e (pen.) 63e (pen.) · Harriel 43e · McGlynn 89e | (3 - 0) | 84e Sandoval | Spectateurs : 17 731 Arbitrage : Daneon Parchment | Spectateurs : 17 731 Arbitrage : Daneon Parchment |
| 19h30           | Rapport                                                      |         |              | Spectateurs : 17 731 Arbitrage : Daneon Parchment | Spectateurs : 17 731 Arbitrage : Daneon Parchment |

| 30 juillet 2023 | Club Tijuana | 0 - 1   | Querétaro FC  | Subaru Park, Chester                                     |                                                          |
| 19h30           |              | (0 - 1) | 45+1e Gularte | Spectateurs : 948 Arbitrage : Abraham de Jesús Contreras | Spectateurs : 948 Arbitrage : Abraham de Jesús Contreras |
| 19h30           | Rapport      |         |               | Spectateurs : 948 Arbitrage : Abraham de Jesús Contreras | Spectateurs : 948 Arbitrage : Abraham de Jesús Contreras |

| Rang | Équipe      | Pts | J | G | Gt | Pt | P | Bp | Bc | Diff |
| ---- | ----------- | --- | - | - | -- | -- | - | -- | -- | ---- |
| 1    | Pumas UNAM  | 4   | 2 | 1 | 0  | 1  | 0 | 5  | 2  | +3   |
| 2    | D.C. United | 3   | 2 | 1 | 0  | 0  | 1 | 1  | 3  | -2   |
| 3    | CF Montréal | 2   | 2 | 0 | 1  | 0  | 1 | 2  | 3  | -1   |

| 22 juillet 2023 | CF Montréal                               | 2 - 2             | Pumas UNAM                               | Stade Saputo, Montréal                                     |                                                            |
| 19h30           | Duke 23e · Choinière 43e                  | (2 - 0)           | 88e Fernández · 90+1e Montejano          | Spectateurs : 19 619 Arbitrage : Keylor Herrera Villalobos | Spectateurs : 19 619 Arbitrage : Keylor Herrera Villalobos |
| 19h30           | Rapport                                   |                   |                                          | Spectateurs : 19 619 Arbitrage : Keylor Herrera Villalobos | Spectateurs : 19 619 Arbitrage : Keylor Herrera Villalobos |
| 19h30           | Camacho · Choinière · Corbo · Lappalainen | Tirs au but 4 - 2 | Aldrete · Fernández · Huerta · Ruvalcaba | Spectateurs : 19 619 Arbitrage : Keylor Herrera Villalobos | Spectateurs : 19 619 Arbitrage : Keylor Herrera Villalobos |

| 26 juillet 2023 | CF Montréal | 0 - 1   | D.C. United | Stade Saputo, Montréal                       |                                              |
| 19h30           |             | (0 - 0) | 70e Hurtado | Spectateurs : 19 619 Arbitrage : Filip Dujic | Spectateurs : 19 619 Arbitrage : Filip Dujic |
| 19h30           | Rapport     |         |             | Spectateurs : 19 619 Arbitrage : Filip Dujic | Spectateurs : 19 619 Arbitrage : Filip Dujic |

| 30 juillet 2023 | Pumas UNAM                            | 3 - 0   | D.C. United | Audi Field, Washington DC                      |                                                |
| 19h00           | Huerta 6e · Silva 42e · Fernández 52e | (2 - 0) |             | Spectateurs : 19 215 Arbitrage : Oshane Nation | Spectateurs : 19 215 Arbitrage : Oshane Nation |
| 19h00           | Rapport                               |         |             | Spectateurs : 19 215 Arbitrage : Oshane Nation | Spectateurs : 19 215 Arbitrage : Oshane Nation |

| Rang | Équipe           | Pts | J | G | Gt | Pt | P | Bp | Bc | Diff |
| ---- | ---------------- | --- | - | - | -- | -- | - | -- | -- | ---- |
| 1    | Atlas FC         | 6   | 2 | 2 | 0  | 0  | 0 | 2  | 0  | +2   |
| 2    | New York City FC | 3   | 2 | 1 | 0  | 0  | 1 | 5  | 1  | +4   |
| 3    | Toronto FC       | 0   | 2 | 0 | 0  | 0  | 2 | 0  | 6  | -6   |

| 23 juillet 2023 | New York City FC | 0 - 1   | Atlas FC | Citi Field, New York                         |                                              |
| 19h00           |                  | (0 - 1) | 7e Rocha | Spectateurs : 15 122 Arbitrage : Bryan López | Spectateurs : 15 122 Arbitrage : Bryan López |
| 19h00           | Rapport          |         |          | Spectateurs : 15 122 Arbitrage : Bryan López | Spectateurs : 15 122 Arbitrage : Bryan López |

| 26 juillet 2023 | New York City FC                                           | 5 - 0   | Toronto FC | Red Bull Arena, Harrison                                 |                                                          |
| 19h30           | Chanot 30e · Bakrar 45e · Rodríguez 45+2e 75e · Jasson 56e | (3 - 0) |            | Spectateurs : 7 417 Arbitrage : Guillermo Pacheco Larios | Spectateurs : 7 417 Arbitrage : Guillermo Pacheco Larios |
| 19h30           | Rapport                                                    |         |            | Spectateurs : 7 417 Arbitrage : Guillermo Pacheco Larios | Spectateurs : 7 417 Arbitrage : Guillermo Pacheco Larios |

| 30 juillet 2023 | Atlas FC   | 1 - 0   | Toronto FC | BMO Field, Toronto                            |                                               |
| 19h30           | Caicedo 2e | (1 - 0) |            | Spectateurs : 26 156 Arbitrage : Nima Saghafi | Spectateurs : 26 156 Arbitrage : Nima Saghafi |
| 19h30           | Rapport    |         |            | Spectateurs : 26 156 Arbitrage : Nima Saghafi | Spectateurs : 26 156 Arbitrage : Nima Saghafi |

| Rang | Équipe                               | Pts | J | G | Gt | Pt | P | Bp | Bc | Diff |
| ---- | ------------------------------------ | --- | - | - | -- | -- | - | -- | -- | ---- |
| 1    | Red Bulls de New York                | 5   | 2 | 1 | 1  | 0  | 0 | 2  | 1  | +1   |
| 2    | Revolution de la Nouvelle-Angleterre | 4   | 2 | 1 | 0  | 1  | 0 | 5  | 1  | +4   |
| 3    | Atlético San Luis                    | 0   | 2 | 0 | 0  | 0  | 2 | 2  | 7  | -5   |

| 22 juillet 2023 | Red Bulls de New York                        | 0 - 0             | Revolution de la Nouvelle-Angleterre | Red Bull Arena, Harrison                            |                                                     |
| 19h30           |                                              | (0 - 0)           |                                      | Spectateurs : 9 139 Arbitrage : Pierre-Luc Lauziere | Spectateurs : 9 139 Arbitrage : Pierre-Luc Lauziere |
| 19h30           | Rapport                                      |                   |                                      | Spectateurs : 9 139 Arbitrage : Pierre-Luc Lauziere | Spectateurs : 9 139 Arbitrage : Pierre-Luc Lauziere |
| 19h30           | Manoel · Edelman · Vanzeir · Nealis · Tolkin | Tirs au but 4 - 2 | Gil · Bou · Jones · Vrioni           | Spectateurs : 9 139 Arbitrage : Pierre-Luc Lauziere | Spectateurs : 9 139 Arbitrage : Pierre-Luc Lauziere |

| 26 juillet 2023 | Atlético San Luis | 1 - 5   | Revolution de la Nouvelle-Angleterre               | Gillette Stadium, Foxborough                    |                                                 |
| 19h30           | Klimowicz 22e     | (0 - 4) | 15e 39e 60e Vrioni · 29e Bou · 32e (csc) Domínguez | Spectateurs : 12 327 Arbitrage : Rubiel Vazquez | Spectateurs : 12 327 Arbitrage : Rubiel Vazquez |
| 19h30           | Rapport           |         |                                                    | Spectateurs : 12 327 Arbitrage : Rubiel Vazquez | Spectateurs : 12 327 Arbitrage : Rubiel Vazquez |

| 30 juillet 2023 | Red Bulls de New York | 2 - 1   | Atlético San Luis | Red Bull Arena, Harrison                            |                                                     |
| 19h30           | Vanzeir 56e 90+2e     | (0 - 0) | 69e Murillo       | Spectateurs : 10 421 Arbitrage : Iván López Sánchez | Spectateurs : 10 421 Arbitrage : Iván López Sánchez |
| 19h30           | Rapport               |         |                   | Spectateurs : 10 421 Arbitrage : Iván López Sánchez | Spectateurs : 10 421 Arbitrage : Iván López Sánchez |

## Phase finale
Dans la phase à élimination directe, s'il y a une égalité à la fin du temps règlementaire, une séance de tirs au but aura lieu.

### Désignation de l'équipe hôte
Pour tous les matchs à partir des huitièmes de finale, les critères sont :
1. Match entre clubs de MLS, l'équipe qui a obtenue le plus de points au classement du Supporters' Shield 2022 est l'hôte.
2. Match entre un club de MLS et un club de Liga MX, le club de MLS est l'hôte.
3. Match entre clubs de Liga MX, terrain neutre désigné par l'organisateur de la compétition.

### Équipes qualifiées
| MLS            | Liga MX    |
| -------------- | ---------- |
| Los Angeles FC | CF Pachuca |

| Groupe     | 1er du groupe         | 2e du groupe                         |
| ---------- | --------------------- | ------------------------------------ |
| Ouest 1    | Tigres UANL           | Timbers de Portland                  |
| Ouest 2    | CF Monterrey          | Real Salt Lake                       |
| Ouest 3    | Club León             | Whitecaps de Vancouver               |
| Centrale 1 | Crew de Columbus      | Club América                         |
| Centrale 2 | Fire de Chicago       | Minnesota United FC                  |
| Centrale 3 | FC Cincinnati         | Sporting de Kansas City              |
| Centrale 4 | Deportivo Toluca FC   | Nashville SC                         |
| Sud 1      | Mazatlán FC           | FC Juárez                            |
| Sud 2      | Orlando City SC       | Dynamo de Houston                    |
| Sud 3      | Inter Miami CF        | Cruz Azul FC                         |
| Sud 4      | Charlotte FC          | FC Dallas                            |
| Est 1      | Union de Philadelphie | Querétaro FC                         |
| Est 2      | Pumas UNAM            | D.C. United                          |
| Est 3      | Atlas FC              | New York City FC                     |
| Est 4      | Red Bulls de New York | Revolution de la Nouvelle-Angleterre |

### Tableau
|  | Seizièmes de finale           | Seizièmes de finale            |                           |                        | Huitièmes de finale       | Huitièmes de finale       |   |  | Quarts de finale        | Quarts de finale        |  |  | Demi-finales             | Demi-finales             |  |  | Finale                   | Finale                   |
|  | Seizièmes de finale           | Seizièmes de finale            |                           |                        | Huitièmes de finale       | Huitièmes de finale       |   |  | Quarts de finale        | Quarts de finale        |  |  | Demi-finales             | Demi-finales             |  |  | Finale                   | Finale                   |
|  |                               |                                |                           |                        |                           |                           |   |  |                         |                         |  |  |                          |                          |  |  |                          |                          |
|  | 2 août 2023 - Los Angeles     | 2 août 2023 - Los Angeles      |                           |                        | 8 août 2023 - Los Angeles | 8 août 2023 - Los Angeles |   |  | 11 août 2023 - Pasadena | 11 août 2023 - Pasadena |  |  | 15 août 2023 - Nashville | 15 août 2023 - Nashville |  |  | 19 août 2023 - Nashville | 19 août 2023 - Nashville |
|  | 2 août 2023 - Los Angeles     | 2 août 2023 - Los Angeles      |                           |                        | 8 août 2023 - Los Angeles | 8 août 2023 - Los Angeles |   |  | 11 août 2023 - Pasadena | 11 août 2023 - Pasadena |  |  | 15 août 2023 - Nashville | 15 août 2023 - Nashville |  |  | 19 août 2023 - Nashville | 19 août 2023 - Nashville |
|  | Los Angeles FC                | 7                              |                           |                        | 8 août 2023 - Los Angeles | 8 août 2023 - Los Angeles |   |  | 11 août 2023 - Pasadena | 11 août 2023 - Pasadena |  |  | 15 août 2023 - Nashville | 15 août 2023 - Nashville |  |  | 19 août 2023 - Nashville | 19 août 2023 - Nashville |
|  | Los Angeles FC                | 7                              |                           |                        | 8 août 2023 - Los Angeles | 8 août 2023 - Los Angeles |   |  | 11 août 2023 - Pasadena | 11 août 2023 - Pasadena |  |  | 15 août 2023 - Nashville | 15 août 2023 - Nashville |  |  | 19 août 2023 - Nashville | 19 août 2023 - Nashville |
|  | FC Juárez                     | 1                              |                           |                        | 8 août 2023 - Los Angeles | 8 août 2023 - Los Angeles |   |  | 11 août 2023 - Pasadena | 11 août 2023 - Pasadena |  |  | 15 août 2023 - Nashville | 15 août 2023 - Nashville |  |  | 19 août 2023 - Nashville | 19 août 2023 - Nashville |
|  | FC Juárez                     | 1                              | Los Angeles FC            | 4                      |                           |                           |   |  | 11 août 2023 - Pasadena | 11 août 2023 - Pasadena |  |  | 15 août 2023 - Nashville | 15 août 2023 - Nashville |  |  | 19 août 2023 - Nashville | 19 août 2023 - Nashville |
|  | 4 août 2023 - Sandy           |                                | Los Angeles FC            | 4                      |                           |                           |   |  | 11 août 2023 - Pasadena | 11 août 2023 - Pasadena |  |  | 15 août 2023 - Nashville | 15 août 2023 - Nashville |  |  | 19 août 2023 - Nashville | 19 août 2023 - Nashville |
|  |                               | Real Salt Lake                 | 0                         |                        |                           |                           |   |  | 11 août 2023 - Pasadena | 11 août 2023 - Pasadena |  |  | 15 août 2023 - Nashville | 15 août 2023 - Nashville |  |  | 19 août 2023 - Nashville | 19 août 2023 - Nashville |
|  | Club León                     | Real Salt Lake                 | 0                         | 1                      |                           |                           |   |  | 11 août 2023 - Pasadena | 11 août 2023 - Pasadena |  |  | 15 août 2023 - Nashville | 15 août 2023 - Nashville |  |  | 19 août 2023 - Nashville | 19 août 2023 - Nashville |
|  | Club León                     | 8 août 2023 - Houston          |                           | 1                      |                           |                           |   |  | 11 août 2023 - Pasadena | 11 août 2023 - Pasadena |  |  | 15 août 2023 - Nashville | 15 août 2023 - Nashville |  |  | 19 août 2023 - Nashville | 19 août 2023 - Nashville |
|  | Real Salt Lake                | 3                              |                           |                        |                           |                           |   |  | 11 août 2023 - Pasadena | 11 août 2023 - Pasadena |  |  | 15 août 2023 - Nashville | 15 août 2023 - Nashville |  |  | 19 août 2023 - Nashville | 19 août 2023 - Nashville |
|  | Real Salt Lake                | 3                              | Los Angeles FC            | 2                      |                           |                           |   |  |                         |                         |  |  | 15 août 2023 - Nashville | 15 août 2023 - Nashville |  |  | 19 août 2023 - Nashville | 19 août 2023 - Nashville |
|  | 4 août 2023 - Vancouver       |                                | Los Angeles FC            | 2                      |                           |                           |   |  |                         |                         |  |  | 15 août 2023 - Nashville | 15 août 2023 - Nashville |  |  | 19 août 2023 - Nashville | 19 août 2023 - Nashville |
|  |                               | CF Monterrey                   | 3                         |                        |                           |                           |   |  |                         |                         |  |  | 15 août 2023 - Nashville | 15 août 2023 - Nashville |  |  | 19 août 2023 - Nashville | 19 août 2023 - Nashville |
|  | Tigres UANL tab               | CF Monterrey                   | 3                         | 1 (5)                  |                           |                           |   |  |                         |                         |  |  | 15 août 2023 - Nashville | 15 août 2023 - Nashville |  |  | 19 août 2023 - Nashville | 19 août 2023 - Nashville |
|  | Tigres UANL tab               | 11 août 2023 - Nashville       |                           | 1 (5)                  |                           |                           |   |  |                         |                         |  |  | 15 août 2023 - Nashville | 15 août 2023 - Nashville |  |  | 19 août 2023 - Nashville | 19 août 2023 - Nashville |
|  | Whitecaps de Vancouver        | 1 (3)                          |                           |                        |                           |                           |   |  |                         |                         |  |  | 15 août 2023 - Nashville | 15 août 2023 - Nashville |  |  | 19 août 2023 - Nashville | 19 août 2023 - Nashville |
|  | Whitecaps de Vancouver        | 1 (3)                          | Tigres UANL               | 0                      |                           |                           |   |  |                         |                         |  |  | 15 août 2023 - Nashville | 15 août 2023 - Nashville |  |  | 19 août 2023 - Nashville | 19 août 2023 - Nashville |
|  | 4 août 2023 - Portland        |                                | Tigres UANL               | 0                      |                           |                           |   |  |                         |                         |  |  | 15 août 2023 - Nashville | 15 août 2023 - Nashville |  |  | 19 août 2023 - Nashville | 19 août 2023 - Nashville |
|  |                               | CF Monterrey                   | 1                         |                        |                           |                           |   |  |                         |                         |  |  | 15 août 2023 - Nashville | 15 août 2023 - Nashville |  |  | 19 août 2023 - Nashville | 19 août 2023 - Nashville |
|  | Timbers de Portland           | CF Monterrey                   | 1                         | 0                      |                           |                           |   |  |                         |                         |  |  | 15 août 2023 - Nashville | 15 août 2023 - Nashville |  |  | 19 août 2023 - Nashville | 19 août 2023 - Nashville |
|  | Timbers de Portland           | 8 août 2023, Saint-Paul        |                           | 0                      |                           |                           |   |  |                         |                         |  |  | 15 août 2023 - Nashville | 15 août 2023 - Nashville |  |  | 19 août 2023 - Nashville | 19 août 2023 - Nashville |
|  | CF Monterrey                  | 1                              |                           |                        |                           |                           |   |  |                         |                         |  |  | 15 août 2023 - Nashville | 15 août 2023 - Nashville |  |  | 19 août 2023 - Nashville | 19 août 2023 - Nashville |
|  | CF Monterrey                  | 1                              | CF Monterrey              | 0                      |                           |                           |   |  |                         |                         |  |  |                          |                          |  |  | 19 août 2023 - Nashville | 19 août 2023 - Nashville |
|  | 4 août 2023 - Columbus        |                                | CF Monterrey              | 0                      |                           |                           |   |  |                         |                         |  |  |                          |                          |  |  | 19 août 2023 - Nashville | 19 août 2023 - Nashville |
|  |                               | Nashville SC                   | 2                         |                        |                           |                           |   |  |                         |                         |  |  |                          |                          |  |  | 19 août 2023 - Nashville | 19 août 2023 - Nashville |
|  | Crew de Columbus              | Nashville SC                   | 2                         | 3 (3)                  |                           |                           |   |  |                         |                         |  |  |                          |                          |  |  | 19 août 2023 - Nashville | 19 août 2023 - Nashville |
|  | Crew de Columbus              | 15 août 2023 - Chester         |                           | 3 (3)                  |                           |                           |   |  |                         |                         |  |  |                          |                          |  |  | 19 août 2023 - Nashville | 19 août 2023 - Nashville |
|  | Minnesota United FC tab       | 3 (4)                          |                           |                        |                           |                           |   |  |                         |                         |  |  |                          |                          |  |  | 19 août 2023 - Nashville | 19 août 2023 - Nashville |
|  | Minnesota United FC tab       | 3 (4)                          | Minnesota United FC tab   | 2 (4)                  |                           |                           |   |  |                         |                         |  |  |                          |                          |  |  | 19 août 2023 - Nashville | 19 août 2023 - Nashville |
|  | 4 août 2023 - Kansas City     |                                | Minnesota United FC tab   | 2 (4)                  |                           |                           |   |  |                         |                         |  |  |                          |                          |  |  | 19 août 2023 - Nashville | 19 août 2023 - Nashville |
|  |                               | Deportivo Toluca FC            | 2 (2)                     |                        |                           |                           |   |  |                         |                         |  |  |                          |                          |  |  | 19 août 2023 - Nashville | 19 août 2023 - Nashville |
|  | Deportivo Toluca FC           | Deportivo Toluca FC            | 2 (2)                     | 4                      |                           |                           |   |  |                         |                         |  |  |                          |                          |  |  | 19 août 2023 - Nashville | 19 août 2023 - Nashville |
|  | Deportivo Toluca FC           | 8 août 2023 - Nashville        |                           | 4                      |                           |                           |   |  |                         |                         |  |  |                          |                          |  |  | 19 août 2023 - Nashville | 19 août 2023 - Nashville |
|  | Sporting de Kansas City       | 1                              |                           |                        |                           |                           |   |  |                         |                         |  |  |                          |                          |  |  | 19 août 2023 - Nashville | 19 août 2023 - Nashville |
|  | Sporting de Kansas City       | 1                              | Minnesota United FC       | 0                      |                           |                           |   |  |                         |                         |  |  |                          |                          |  |  | 19 août 2023 - Nashville | 19 août 2023 - Nashville |
|  | 4 août 2023 - Bridgeview      |                                | Minnesota United FC       | 0                      |                           |                           |   |  |                         |                         |  |  |                          |                          |  |  | 19 août 2023 - Nashville | 19 août 2023 - Nashville |
|  |                               | Nashville SC                   | 5                         |                        |                           |                           |   |  |                         |                         |  |  |                          |                          |  |  | 19 août 2023 - Nashville | 19 août 2023 - Nashville |
|  | Fire de Chicago               | Nashville SC                   | 5                         | 0                      |                           |                           |   |  |                         |                         |  |  |                          |                          |  |  | 19 août 2023 - Nashville | 19 août 2023 - Nashville |
|  | Fire de Chicago               | 11 août 2023 - Chester         |                           | 0                      |                           |                           |   |  |                         |                         |  |  |                          |                          |  |  | 19 août 2023 - Nashville | 19 août 2023 - Nashville |
|  | Club América                  | 1                              |                           |                        |                           |                           |   |  |                         |                         |  |  |                          |                          |  |  | 19 août 2023 - Nashville | 19 août 2023 - Nashville |
|  | Club América                  | 1                              | Club América              | 2 (5)                  |                           |                           |   |  |                         |                         |  |  |                          |                          |  |  | 19 août 2023 - Nashville | 19 août 2023 - Nashville |
|  | 4 août 2023 - Cincinnati      |                                | Club América              | 2 (5)                  |                           |                           |   |  |                         |                         |  |  |                          |                          |  |  | 19 août 2023 - Nashville | 19 août 2023 - Nashville |
|  |                               | Nashville SC tab               | 2 (6)                     |                        |                           |                           |   |  |                         |                         |  |  |                          |                          |  |  | 19 août 2023 - Nashville | 19 août 2023 - Nashville |
|  | FC Cincinnati                 | Nashville SC tab               | 2 (6)                     | 1 (4)                  |                           |                           |   |  |                         |                         |  |  |                          |                          |  |  | 19 août 2023 - Nashville | 19 août 2023 - Nashville |
|  | FC Cincinnati                 | 8 août 2023 - Chester          |                           | 1 (4)                  |                           |                           |   |  |                         |                         |  |  |                          |                          |  |  | 19 août 2023 - Nashville | 19 août 2023 - Nashville |
|  | Nashville SC                  | 1 (5)                          |                           |                        |                           |                           |   |  |                         |                         |  |  |                          |                          |  |  | 19 août 2023 - Nashville | 19 août 2023 - Nashville |
|  | Nashville SC                  | 1 (5)                          | Nashville SC              | 1 (9)                  |                           |                           |   |  |                         |                         |  |  |                          |                          |  |  |                          |                          |
|  | 3 août 2023 - Chester         |                                | Nashville SC              | 1 (9)                  |                           |                           |   |  |                         |                         |  |  |                          |                          |  |  |                          |                          |
|  |                               | Inter Miami CF tab             | 1 (10)                    |                        |                           |                           |   |  |                         |                         |  |  |                          |                          |  |  |                          |                          |
|  | Union de Philadelphie         | Inter Miami CF tab             | 1 (10)                    | 1                      |                           |                           |   |  |                         |                         |  |  |                          |                          |  |  |                          |                          |
|  | Union de Philadelphie         |                                |                           | 1                      |                           |                           |   |  |                         |                         |  |  |                          |                          |  |  |                          |                          |
|  | D.C. United                   | 0                              |                           |                        |                           |                           |   |  |                         |                         |  |  |                          |                          |  |  |                          |                          |
|  | D.C. United                   | 0                              | Union de Philadelphie tab | 1 (4)                  |                           |                           |   |  |                         |                         |  |  |                          |                          |  |  |                          |                          |
|  | 3 août 2023 - Harrison        |                                | Union de Philadelphie tab | 1 (4)                  |                           |                           |   |  |                         |                         |  |  |                          |                          |  |  |                          |                          |
|  |                               | Red Bulls de New York          | 1 (3)                     |                        |                           |                           |   |  |                         |                         |  |  |                          |                          |  |  |                          |                          |
|  | Red Bulls de New York         | Red Bulls de New York          | 1 (3)                     | 1                      |                           |                           |   |  |                         |                         |  |  |                          |                          |  |  |                          |                          |
|  | Red Bulls de New York         | 7 août 2023 - Foxborough       |                           | 1                      |                           |                           |   |  |                         |                         |  |  |                          |                          |  |  |                          |                          |
|  | New York City FC              | 0                              |                           |                        |                           |                           |   |  |                         |                         |  |  |                          |                          |  |  |                          |                          |
|  | New York City FC              | 0                              | Union de Philadelphie     | 2                      |                           |                           |   |  |                         |                         |  |  |                          |                          |  |  |                          |                          |
|  | 3 août 2023 - Washington DC   |                                | Union de Philadelphie     | 2                      |                           |                           |   |  |                         |                         |  |  |                          |                          |  |  |                          |                          |
|  |                               | Querétaro FC                   | 1                         |                        |                           |                           |   |  |                         |                         |  |  |                          |                          |  |  |                          |                          |
|  | Pumas UNAM                    | Querétaro FC                   | 1                         | 0                      |                           |                           |   |  |                         |                         |  |  |                          |                          |  |  |                          |                          |
|  | Pumas UNAM                    | 11 août 2023 - Fort Lauderdale |                           | 0                      |                           |                           |   |  |                         |                         |  |  |                          |                          |  |  |                          |                          |
|  | Querétaro FC                  | 1                              |                           |                        |                           |                           |   |  |                         |                         |  |  |                          |                          |  |  |                          |                          |
|  | Querétaro FC                  | 1                              | Querétaro FC              | 1 (4)                  |                           |                           |   |  |                         |                         |  |  |                          |                          |  |  |                          |                          |
|  | 3 août 2023 - Foxborough      |                                | Querétaro FC              | 1 (4)                  |                           |                           |   |  |                         |                         |  |  |                          |                          |  |  |                          |                          |
|  |                               | Revolution de la N-A           | 1 (3)                     |                        |                           |                           |   |  |                         |                         |  |  |                          |                          |  |  |                          |                          |
|  | Atlas FC tab                  | Revolution de la N-A           | 1 (3)                     | 2 (7)                  |                           |                           |   |  |                         |                         |  |  |                          |                          |  |  |                          |                          |
|  | Atlas FC tab                  | 6 août 2023 - Frisco           |                           | 2 (7)                  |                           |                           |   |  |                         |                         |  |  |                          |                          |  |  |                          |                          |
|  | Revolution de la N-A          | 2 (8)                          |                           |                        |                           |                           |   |  |                         |                         |  |  |                          |                          |  |  |                          |                          |
|  | Revolution de la N-A          | 2 (8)                          | Union de Philadelphie     | 1                      |                           |                           |   |  |                         |                         |  |  |                          |                          |  |  |                          |                          |
|  | 2 août 2023 - Frisco          |                                | Union de Philadelphie     | 1                      |                           |                           |   |  |                         |                         |  |  |                          |                          |  |  |                          |                          |
|  |                               | Inter Miami CF                 | 4                         |                        |                           |                           |   |  |                         |                         |  |  |                          |                          |  |  |                          |                          |
|  | Mazatlán FC                   | Inter Miami CF                 | 4                         | 1                      |                           |                           |   |  |                         |                         |  |  |                          |                          |  |  |                          |                          |
|  | Mazatlán FC                   |                                |                           | 1                      |                           |                           |   |  |                         |                         |  |  |                          |                          |  |  |                          |                          |
|  | FC Dallas                     | 2                              |                           |                        |                           |                           |   |  |                         |                         |  |  |                          |                          |  |  |                          |                          |
|  | FC Dallas                     | 2                              | FC Dallas tab             | 4 (3)                  |                           |                           |   |  |                         |                         |  |  |                          |                          |  |  |                          |                          |
|  | 2 août 2023 - Fort Lauderdale |                                | FC Dallas tab             | 4 (3)                  |                           |                           |   |  |                         |                         |  |  |                          |                          |  |  |                          |                          |
|  |                               | Inter Miami CF                 | 4 (5)                     |                        |                           |                           |   |  |                         |                         |  |  |                          |                          |  |  |                          |                          |
|  | Inter Miami CF                | Inter Miami CF                 | 4 (5)                     | 3                      |                           |                           |   |  |                         |                         |  |  |                          |                          |  |  |                          |                          |
|  | Inter Miami CF                | 7 août 2023 - Houston          |                           | 3                      |                           |                           |   |  |                         |                         |  |  |                          |                          |  |  |                          |                          |
|  | Orlando City SC               | 1                              |                           |                        |                           |                           |   |  |                         |                         |  |  |                          |                          |  |  |                          |                          |
|  | Orlando City SC               | 1                              | Inter Miami CF            | 4                      |                           |                           |   |  |                         |                         |  |  |                          |                          |  |  |                          |                          |
|  | 3 août 2023 - Frisco          |                                | Inter Miami CF            | 4                      |                           |                           |   |  |                         |                         |  |  |                          |                          |  |  |                          |                          |
|  |                               | Charlotte FC                   | 0                         |                        |                           |                           |   |  |                         |                         |  |  |                          |                          |  |  |                          |                          |
|  | Charlotte FC                  | Charlotte FC                   | 0                         | 1                      |                           |                           |   |  |                         |                         |  |  |                          |                          |  |  |                          |                          |
|  | Charlotte FC                  |                                |                           | 1                      |                           |                           |   |  |                         |                         |  |  |                          |                          |  |  |                          |                          |
|  | Cruz Azul FC                  | 0                              |                           | Match pour la 3e place | Match pour la 3e place    |                           |   |  |                         |                         |  |  |                          |                          |  |  |                          |                          |
|  | Cruz Azul FC                  | 0                              | Charlotte FC              | Match pour la 3e place | Match pour la 3e place    | 2                         |   |  |                         |                         |  |  |                          |                          |  |  |                          |                          |
|  | 2 août 2023 - Houston         | 2 août 2023 - Houston          | Charlotte FC              | 19 août 2023 - Chester | 19 août 2023 - Chester    | 2                         |   |  |                         |                         |  |  |                          |                          |  |  |                          |                          |
|  | 2 août 2023 - Houston         | 2 août 2023 - Houston          |                           | 19 août 2023 - Chester | 19 août 2023 - Chester    | Dynamo de Houston         | 1 |  |                         |                         |  |  |                          |                          |  |  |                          |                          |
|  | Dynamo de Houston tab         | 0 (5)                          | CF Monterrey              | 0                      |                           | Dynamo de Houston         | 1 |  |                         |                         |  |  |                          |                          |  |  |                          |                          |
|  | Dynamo de Houston tab         | 0 (5)                          | CF Monterrey              | 0                      |                           |                           |   |  |                         |                         |  |  |                          |                          |  |  |                          |                          |
|  | CF Pachuca                    | 0 (3)                          |                           | Union de Philadelphie  | 3                         |                           |   |  |                         |                         |  |  |                          |                          |  |  |                          |                          |
|  | CF Pachuca                    | 0 (3)                          |                           | Union de Philadelphie  | 3                         |                           |   |  |                         |                         |  |  |                          |                          |  |  |                          |                          |

### Seizièmes de finale
| 2 août 2023 | Inter Miami CF                     | 3 - 1  | Orlando City SC | Drive Pink Stadium, Fort Lauderdale          |                                              |
| 20h00       | Messi 7e 72e · Martínez 51e (pen.) | (1 -1) | 17e Araújo      | Spectateurs : 20 181 Arbitrage : Iván Barton | Spectateurs : 20 181 Arbitrage : Iván Barton |
| 20h00       | Rapport                            |        |                 | Spectateurs : 20 181 Arbitrage : Iván Barton | Spectateurs : 20 181 Arbitrage : Iván Barton |

| 2 août 2023 | Mazatlán FC | 1 - 2   | FC Dallas                      | Toyota Stadium, Frisco                        |                                               |
| 20h00 UTC−5 | Montaño 57e | (0 - 0) | 48e (pen.) Velasco · 75e Ansah | Spectateurs : 6 844 Arbitrage : Oshane Nation | Spectateurs : 6 844 Arbitrage : Oshane Nation |
| 20h00 UTC−5 | Rapport     |         |                                | Spectateurs : 6 844 Arbitrage : Oshane Nation | Spectateurs : 6 844 Arbitrage : Oshane Nation |

| 2 août 2023 | CF Pachuca                              | 0 - 0             | Dynamo de Houston                                 | Shell Energy Stadium, Houston                               |                                                             |
| 20h00 UTC−5 |                                         | (0 - 0)           |                                                   | Spectateurs : 10 438 Arbitrage : Edgar Allan Morales Olvera | Spectateurs : 10 438 Arbitrage : Edgar Allan Morales Olvera |
| 20h00 UTC−5 | Rapport                                 |                   |                                                   | Spectateurs : 10 438 Arbitrage : Edgar Allan Morales Olvera | Spectateurs : 10 438 Arbitrage : Edgar Allan Morales Olvera |
| 20h00 UTC−5 | Cabral · Hernández · Sánchez · Figueroa | Tirs au but 4 - 5 | Úlfarsson · Quiñónes · Herrera · Dorsey · Caicedo | Spectateurs : 10 438 Arbitrage : Edgar Allan Morales Olvera | Spectateurs : 10 438 Arbitrage : Edgar Allan Morales Olvera |

| 2 août 2023 | Los Angeles FC                                                           | 7 - 1   | FC Juárez  | BMO Stadium, Los Angeles                            |                                                     |
| 19h30 UTC−7 | Hollingshead 31e · Vela 33e 61e · Bouanga 52e 66e 78e (pen.) · Ordaz 90e | (2 - 0) | 47e Escoto | Spectateurs : 22 041 Arbitrage : Marcos de Oliveira | Spectateurs : 22 041 Arbitrage : Marcos de Oliveira |
| 19h30 UTC−7 | Rapport                                                                  |         |            | Spectateurs : 22 041 Arbitrage : Marcos de Oliveira | Spectateurs : 22 041 Arbitrage : Marcos de Oliveira |

| 3 août 2023 | Atlas FC                                                             | 2 - 2             | Revolution de la Nouvelle-Angleterre                              | Gillette Stadium, Foxborough                      |                                                   |
| 20h00       | García 8e · Caicedo 11e                                              | (2 - 1)           | 30e 79e Bou                                                       | Spectateurs : 9 299 Arbitrage : Fernando Guerrero | Spectateurs : 9 299 Arbitrage : Fernando Guerrero |
| 20h00       | Rapport                                                              |                   |                                                                   | Spectateurs : 9 299 Arbitrage : Fernando Guerrero | Spectateurs : 9 299 Arbitrage : Fernando Guerrero |
| 20h00       | Reyes · Manotas · Lozano · Caicedo · Rocha · Zapata · Trejo · Abella | Tirs au but 7 - 8 | Vrioni · Polster · Jones · Gil · Bou · Boateng · Harkes · Farrell | Spectateurs : 9 299 Arbitrage : Fernando Guerrero | Spectateurs : 9 299 Arbitrage : Fernando Guerrero |

| 3 août 2023 | Union de Philadelphie                                  | 0 - 0             | D.C. United                                          | Subaru Park, Chester                             |                                                  |
| 20h00       |                                                        | (0 - 0)           |                                                      | Spectateurs : 17 731 Arbitrage : Rosendo Mendoza | Spectateurs : 17 731 Arbitrage : Rosendo Mendoza |
| 20h00       | Rapport                                                |                   |                                                      | Spectateurs : 17 731 Arbitrage : Rosendo Mendoza | Spectateurs : 17 731 Arbitrage : Rosendo Mendoza |
| 20h00       | Gazdag · Carranza · Elliott · McGlynn · Bueno · Mbaizo | Tirs au but 5 - 4 | Benteke · Klich · Williams · Durkin · Davis · Santos | Spectateurs : 17 731 Arbitrage : Rosendo Mendoza | Spectateurs : 17 731 Arbitrage : Rosendo Mendoza |

| 3 août 2023 | Pumas UNAM | 0 - 1   | Querétaro FC  | Audi Field, Washington DC                        |                                                  |
| 20h00       |            | (0 - 0) | 74e Sepúlveda | Spectateurs : 948 Arbitrage : Guido Gonzales Jr. | Spectateurs : 948 Arbitrage : Guido Gonzales Jr. |
| 20h00       | Rapport    |         |               | Spectateurs : 948 Arbitrage : Guido Gonzales Jr. | Spectateurs : 948 Arbitrage : Guido Gonzales Jr. |

| 3 août 2023 | Red Bulls de New York | 1 - 0   | New York City FC | Red Bull Arena, Harrison                                 |                                                          |
| 20h00       | Fernandez 31e (pen.)  | (1 - 0) |                  | Spectateurs : 11 004 Arbitrage : Daniel Quintero Huitrón | Spectateurs : 11 004 Arbitrage : Daniel Quintero Huitrón |
| 20h00       | Rapport               |         |                  | Spectateurs : 11 004 Arbitrage : Daniel Quintero Huitrón | Spectateurs : 11 004 Arbitrage : Daniel Quintero Huitrón |

| 3 août 2023 | Charlotte FC                                             | 0 - 0             | Cruz Azul FC                                             | Toyota Stadium, Frisco                         |                                                |
| 19h30 UTC−5 |                                                          | (0 - 0)           |                                                          | Spectateurs : 6 844 Arbitrage : Ismael Cornejo | Spectateurs : 6 844 Arbitrage : Ismael Cornejo |
| 19h30 UTC−5 | Rapport                                                  |                   |                                                          | Spectateurs : 6 844 Arbitrage : Ismael Cornejo | Spectateurs : 6 844 Arbitrage : Ismael Cornejo |
| 19h30 UTC−5 | Świderski · Bender · Jones · Westwood · Vargas · Privett | Tirs au but 4 - 3 | Rivero · Antuna · Rotondi · Dueñas · Rodríguez · Castaño | Spectateurs : 6 844 Arbitrage : Ismael Cornejo | Spectateurs : 6 844 Arbitrage : Ismael Cornejo |

| 4 août 2023 | Crew de Columbus                                          | 3 - 3             | Minnesota United FC                                      | Lower.com Field, Columbus                   |                                             |
| 20h00       | Amundsen 42e · Mățan 51e · Ramirez 83e                    | (1 - 1)           | 17e 54e Hlongwane · 90e Dotson                           | Spectateurs : 20 217 Arbitrage : Reon Radix | Spectateurs : 20 217 Arbitrage : Reon Radix |
| 20h00       | Rapport                                                   |                   |                                                          | Spectateurs : 20 217 Arbitrage : Reon Radix | Spectateurs : 20 217 Arbitrage : Reon Radix |
| 20h00       | Hernández · Ramirez · Mățan · Molino · Moreira · Amundsen | Tirs au but 3 - 4 | Reynoso · Rosales · Boxall · García · Hlongwane · Tapias | Spectateurs : 20 217 Arbitrage : Reon Radix | Spectateurs : 20 217 Arbitrage : Reon Radix |

| 4 août 2023 | FC Cincinnati                              | 1 - 1             | Nashville SC                                    | TQL Stadium, Cincinnati                       |                                               |
| 20h00       | Vazquez 85e (pen.)                         | (0 - 0)           | 64e Godoy                                       | Spectateurs : 19 911 Arbitrage : Nima Saghafi | Spectateurs : 19 911 Arbitrage : Nima Saghafi |
| 20h00       | Rapport                                    |                   |                                                 | Spectateurs : 19 911 Arbitrage : Nima Saghafi | Spectateurs : 19 911 Arbitrage : Nima Saghafi |
| 20h00       | Acosta · Vazquez · Miazga · Kubo · Barreal | Tirs au but 4 - 5 | Mukhtar · Picault · Godoy · Zimmerman · McCarty | Spectateurs : 19 911 Arbitrage : Nima Saghafi | Spectateurs : 19 911 Arbitrage : Nima Saghafi |

| 4 août 2023 | Fire de Chicago | 0 - 1   | Club América      | SeatGeek Stadium, Bridgeview                  |                                               |
| 19h00 UTC−5 |                 | (0 - 0) | 64e (csc) Giménez | Spectateurs : 18 417 Arbitrage : Walter López | Spectateurs : 18 417 Arbitrage : Walter López |
| 19h00 UTC−5 | Rapport         |         |                   | Spectateurs : 18 417 Arbitrage : Walter López | Spectateurs : 18 417 Arbitrage : Walter López |

| 4 août 2023 | Deportivo Toluca FC                                       | 4 - 1   | Sporting de Kansas City | Children's Mercy Park, Kansas City                     |                                                        |
| 20h00 UTC−5 | Rosero 29e (csc) · Raul 32e · Morales 54e · Domínguez 63e | (2 - 0) | 88e Agada               | Spectateurs : 15 121 Arbitrage : Jorge Abraham Camacho | Spectateurs : 15 121 Arbitrage : Jorge Abraham Camacho |
| 20h00 UTC−5 | Rapport                                                   |         |                         | Spectateurs : 15 121 Arbitrage : Jorge Abraham Camacho | Spectateurs : 15 121 Arbitrage : Jorge Abraham Camacho |

| 4 août 2023 | Club León | 1 - 3   | Real Salt Lake                | America First Field, Sandy                       |                                                  |
| 19h00 UTC−6 | Moreno 8e | (1 - 0) | 69e 71e Musovski · 81e Arango | Spectateurs : 17 547 Arbitrage : Benjamin Pineda | Spectateurs : 17 547 Arbitrage : Benjamin Pineda |
| 19h00 UTC−6 | Rapport   |         |                               | Spectateurs : 17 547 Arbitrage : Benjamin Pineda | Spectateurs : 17 547 Arbitrage : Benjamin Pineda |

| 4 août 2023 | CF Monterrey | 1 - 0   | Timbers de Portland | Providence Park, Portland                                 |                                                           |
| 19h00 UTC−7 | Meza 45+1e   | (1 - 0) |                     | Spectateurs : 18 770 Arbitrage : Guillermo Pacheco Larios | Spectateurs : 18 770 Arbitrage : Guillermo Pacheco Larios |
| 19h00 UTC−7 | Rapport      |         |                     | Spectateurs : 18 770 Arbitrage : Guillermo Pacheco Larios | Spectateurs : 18 770 Arbitrage : Guillermo Pacheco Larios |

| 4 août 2023 | Tigres UANL                                    | 1 - 1             | Whitecaps de Vancouver               | BC Place, Vancouver                            |                                                |
| 19h30 UTC−7 | Gignac 53e                                     | (0 - 1)           | 9e Vite                              | Spectateurs : 13 703 Arbitrage : Lukasz Szpala | Spectateurs : 13 703 Arbitrage : Lukasz Szpala |
| 19h30 UTC−7 | Rapport                                        |                   |                                      | Spectateurs : 13 703 Arbitrage : Lukasz Szpala | Spectateurs : 13 703 Arbitrage : Lukasz Szpala |
| 19h30 UTC−7 | Gignac · Ibáñez · Angulo · Córdova · Gorriarán | Tirs au but 5 - 3 | Vite · Córdova · White · Veselinović | Spectateurs : 13 703 Arbitrage : Lukasz Szpala | Spectateurs : 13 703 Arbitrage : Lukasz Szpala |

### Huitièmes de finale
| 6 août 2023 | FC Dallas                                                  | 4 - 4             | Inter Miami CF                                  | Toyota Stadium, Frisco                              |                                                     |
| 20h30 UTC−5 | Quignon 37e · Kamungo 45e · Velasco 63e · Taylor 68e (csc) |                   | 6e 85e Messi · 65e Cremaschi · 80e (csc) Farfan | Spectateurs : 19 096 Arbitrage : César Arturo Ramos | Spectateurs : 19 096 Arbitrage : César Arturo Ramos |
| 20h30 UTC−5 | Rapport                                                    |                   |                                                 | Spectateurs : 19 096 Arbitrage : César Arturo Ramos | Spectateurs : 19 096 Arbitrage : César Arturo Ramos |
| 20h30 UTC−5 | Arriola · Pomykal · Quignon · Ferreira                     | Tirs au but 3 - 5 | Messi · Busquets · Campana · Miller · Cremaschi | Spectateurs : 19 096 Arbitrage : César Arturo Ramos | Spectateurs : 19 096 Arbitrage : César Arturo Ramos |

| 7 août 2023 | Querétaro FC                             | 1 - 1             | Revolution de la Nouvelle-Angleterre    | Gillette Stadium, Foxborough                            |                                                         |
| 20h00       | Valencia 46e                             | (0 - 0)           | 78e Bajraktarevic                       | Spectateurs : 8 895 Arbitrage : Daniel Quintero Huitrón | Spectateurs : 8 895 Arbitrage : Daniel Quintero Huitrón |
| 20h00       | Rapport                                  |                   |                                         | Spectateurs : 8 895 Arbitrage : Daniel Quintero Huitrón | Spectateurs : 8 895 Arbitrage : Daniel Quintero Huitrón |
| 20h00       | Sepúlveda · Escamilla · Torres · Lértora | Tirs au but 4 - 3 | Vrioni · Polster · Jones · Gil · Harkes | Spectateurs : 8 895 Arbitrage : Daniel Quintero Huitrón | Spectateurs : 8 895 Arbitrage : Daniel Quintero Huitrón |

| 7 août 2023 | Charlotte FC                    | 2 - 1   | Dynamo de Houston | Shell Energy Stadium, Houston                       |                                                     |
| 21h00 UTC−5 | Agyemang 80e · Micael 81e (csc) | (0 - 1) | 10e Baird         | Spectateurs : 9 118 Arbitrage : Pierre-Luc Lauziere | Spectateurs : 9 118 Arbitrage : Pierre-Luc Lauziere |
| 21h00 UTC−5 | Rapport                         |         |                   | Spectateurs : 9 118 Arbitrage : Pierre-Luc Lauziere | Spectateurs : 9 118 Arbitrage : Pierre-Luc Lauziere |

| 7 août 2023 | Union de Philadelphie                       | 1 - 1             | Red Bulls de New York                      | Subaru Park, Chester                                              |                                                                   |
| 20h00       | Harriel 68e                                 | (0 - 1)           | 4e Manoel                                  | Spectateurs : 17 731 Arbitrage : Víctor Alfonso Cáceres Hernández | Spectateurs : 17 731 Arbitrage : Víctor Alfonso Cáceres Hernández |
| 20h00       | Rapport                                     |                   |                                            | Spectateurs : 17 731 Arbitrage : Víctor Alfonso Cáceres Hernández | Spectateurs : 17 731 Arbitrage : Víctor Alfonso Cáceres Hernández |
| 20h00       | Elliott · Uhre · McGlynn · Carranza · Bueno | Tirs au but 4 - 3 | Morgan · Amaya · Edelman · Nealis · Tolkin | Spectateurs : 17 731 Arbitrage : Víctor Alfonso Cáceres Hernández | Spectateurs : 17 731 Arbitrage : Víctor Alfonso Cáceres Hernández |

| 8 août 2023 | Club América                                                        | 2 - 2             | Nashville SC                                                      | Geodis Park, Nashville                        |                                               |
| 19h00 UTC−5 | Valdés 78e · Quiñones 90+4e (pen.)                                  | (0 - 0)           | 61e Zimmerman · 90+9e Surridge                                    | Spectateurs : 24 662 Arbitrage : Selvin Brown | Spectateurs : 24 662 Arbitrage : Selvin Brown |
| 19h00 UTC−5 | Rapport                                                             |                   |                                                                   | Spectateurs : 24 662 Arbitrage : Selvin Brown | Spectateurs : 24 662 Arbitrage : Selvin Brown |
| 19h00 UTC−5 | Quiñones · Layún · Zendejas · Reyes · Valdés · Fidalgo · dos Santos | Tirs au but 5 - 6 | Mukhtar · Surridge · Godoy · Zimmerman · McCarty · Maher · Lovitz | Spectateurs : 24 662 Arbitrage : Selvin Brown | Spectateurs : 24 662 Arbitrage : Selvin Brown |

| 8 août 2023 | Deportivo Toluca                 | 2 - 2             | Minnesota United FC                 | Allianz Field, Saint Paul                     |                                               |
| 19h30 UTC−5 | Huerta 66e · Volpi 75e           | (0 - 2)           | 13e Rosales · 32e Hlongwane         | Spectateurs : 18 187 Arbitrage : Victor Rivas | Spectateurs : 18 187 Arbitrage : Victor Rivas |
| 19h30 UTC−5 | Rapport                          |                   |                                     | Spectateurs : 18 187 Arbitrage : Victor Rivas | Spectateurs : 18 187 Arbitrage : Victor Rivas |
| 19h30 UTC−5 | Volpi · Huerta · Baeza · Morales | Tirs au but 2 - 4 | Reynoso · Boxall · Trapp · Sang-bin | Spectateurs : 18 187 Arbitrage : Victor Rivas | Spectateurs : 18 187 Arbitrage : Victor Rivas |

| 8 août 2023 | Tigres UANL | 0 - 1   | CF Monterrey         | Shell Energy Stadium, Houston                  |                                                |
| 21h00 UTC−5 |             | (0 - 0) | 90+7e (pen.) Canales | Spectateurs : 22 039 Arbitrage : Ismail Elfath | Spectateurs : 22 039 Arbitrage : Ismail Elfath |
| 21h00 UTC−5 | Rapport     |         |                      | Spectateurs : 22 039 Arbitrage : Ismail Elfath | Spectateurs : 22 039 Arbitrage : Ismail Elfath |

| 8 août 2023 | Los Angeles FC                            | 4 - 0   | Real Salt Lake | BMO Stadium, Los Angeles                        |                                                 |
| 19h00 UTC−7 | Bouanga 52e 56e · Ordaz 62e · Krastev 84e | (0 - 0) |                | Spectateurs : 22 041 Arbitrage : Rubiel Vazquez | Spectateurs : 22 041 Arbitrage : Rubiel Vazquez |
| 19h00 UTC−7 | Rapport                                   |         |                | Spectateurs : 22 041 Arbitrage : Rubiel Vazquez | Spectateurs : 22 041 Arbitrage : Rubiel Vazquez |

### Quarts de finale
| 11 août 2023 | Inter Miami CF                                                   | 4 - 0   | Charlotte FC | Drive Pink Stadium, Fort Lauderdale            |                                                |
| 20h30        | Martínez 12e (pen.) · Taylor 32e · Malanda 78e (csc) · Messi 86e | (2 - 0) |              | Spectateurs : 20 368 Arbitrage : Ismail Elfath | Spectateurs : 20 368 Arbitrage : Ismail Elfath |
| 20h30        | Rapport                                                          |         |              | Spectateurs : 20 368 Arbitrage : Ismail Elfath | Spectateurs : 20 368 Arbitrage : Ismail Elfath |

| 11 août 2023 | Nashville SC                                                    | 5 - 0   | Minnesota United FC | Geodis Park, Nashville                         |                                                |
| 19h30 UTC−5  | Moore 39e · Bunbury 44e · Muyl 50e · Surridge 53e · Mukhtar 59e | (2 - 0) |                     | Spectateurs : 19 915 Arbitrage : Juan Calderón | Spectateurs : 19 915 Arbitrage : Juan Calderón |
| 19h30 UTC−5  | Rapport                                                         |         |                     | Spectateurs : 19 915 Arbitrage : Juan Calderón | Spectateurs : 19 915 Arbitrage : Juan Calderón |

| 11 août 2023 | Union de Philadelphie      | 2 - 1   | Querétaro FC  | Subaru Park, Chester                           |                                                |
| 21h09        | Bueno 10e · Donovan 90+11e | (1 - 0) | 65e Sepúlveda | Spectateurs : 17 731 Arbitrage : Mario Escobar | Spectateurs : 17 731 Arbitrage : Mario Escobar |
| 21h09        | Rapport                    |         |               | Spectateurs : 17 731 Arbitrage : Mario Escobar | Spectateurs : 17 731 Arbitrage : Mario Escobar |

| 11 août 2023 | Los Angeles FC                 | 2 - 3   | CF Monterrey                                             | Rose Bowl, Pasadena                            |                                                |
| 19h00 UTC−7  | Bouanga 2e (pen.) · Bogusz 42e | (2 - 0) | 68e (pen.) Canales · 80e (csc) Palencia · 88e Funes Mori | Spectateurs : 15 649 Arbitrage : Saíd Martínez | Spectateurs : 15 649 Arbitrage : Saíd Martínez |
| 19h00 UTC−7  | Rapport                        |         |                                                          | Spectateurs : 15 649 Arbitrage : Saíd Martínez | Spectateurs : 15 649 Arbitrage : Saíd Martínez |

### Demi-finale
| 15 août 2023 | Union de Philadelphie | 1 - 4   | Inter Miami CF                                  | Subaru Park, Chester                                     |                                                          |
| 20h00        | Bedoya 73e            | (0 - 3) | 3e Martínez · 20e Messi · 45+3e Alba · 84e Ruiz | Spectateurs : 19 778 Arbitrage : Daniel Quintero Huitrón | Spectateurs : 19 778 Arbitrage : Daniel Quintero Huitrón |
| 20h00        | Rapport               |         |                                                 | Spectateurs : 19 778 Arbitrage : Daniel Quintero Huitrón | Spectateurs : 19 778 Arbitrage : Daniel Quintero Huitrón |

| 15 août 2023 | CF Monterrey | 0 - 2   | Nashville SC                 | Geodis Park, Nashville                        |                                               |
| 20h30 UTC−5  |              | (0 - 0) | 67e Surridge · 90+6e Picault | Spectateurs : 27 732 Arbitrage : Walter López | Spectateurs : 27 732 Arbitrage : Walter López |
| 20h30 UTC−5  | Rapport      |         |                              | Spectateurs : 27 732 Arbitrage : Walter López | Spectateurs : 27 732 Arbitrage : Walter López |

### Match pour la3eplace
| 19 août 2023 | Union de Philadelphie               | 3 - 0   | CF Monterrey | Subaru Park, Chester                           |                                                |
| 18h00        | Bueno 1re · Uhre 45+2e · Bedoya 69e | (2 - 0) |              | Spectateurs : 17 731 Arbitrage : Juan Calderón | Spectateurs : 17 731 Arbitrage : Juan Calderón |
| 18h00        | Rapport                             |         |              | Spectateurs : 17 731 Arbitrage : Juan Calderón | Spectateurs : 17 731 Arbitrage : Juan Calderón |

### Finale
| 19 août 2023 | Nashville SC                                                                                                 | 1 - 1              | Inter Miami CF                                                                                    | Geodis Park, Nashville                         |                                                |
| 20h00 UTC-5  | Picault 57e                                                                                                  | (0 - 1)            | 23e Messi                                                                                         | Spectateurs : 30 109 Arbitrage : Ismail Elfath | Spectateurs : 30 109 Arbitrage : Ismail Elfath |
| 20h00 UTC-5  | Godoy 54e | Rapport            | 89e Ulloa ·                                                                                       | Spectateurs : 30 109 Arbitrage : Ismail Elfath | Spectateurs : 30 109 Arbitrage : Ismail Elfath |
| 20h00 UTC-5  | Mukhtar · Leal · Godoy · Zimmerman · Surridge · Moore · Lovitz · MacNaughton · Davis · Shaffelburg · Panicco | Tirs au but 9 - 10 | Messi · Busquets · Campana · Miller · Ulloa · Kryvtsov · Alba · Gómez · Ruíz · Yedlin · Callender | Spectateurs : 30 109 Arbitrage : Ismail Elfath | Spectateurs : 30 109 Arbitrage : Ismail Elfath |

## Statistiques et récompenses

### Classement de la compétition
Le vainqueur se qualifie pour les huitièmes de finale de la Coupe des champions 2024, tandis que le finaliste et le vainqueur de la petite finale rentrent au premier tour.
| Place              | Équipe                | Stade de la compétition |
| ------------------ | --------------------- | ----------------------- |
| Médaille d'or      | Inter Miami CF        | Vainqueur               |
| Médaille d'argent  | Nashville SC          | Finale                  |
| Médaille de bronze | Union de Philadelphie | Troisième               |
| 4                  | CF Monterrey          | Quatrième               |

| # | Buteur                | Club                  | MJ | Buts |
| - | --------------------- | --------------------- | -- | ---- |
| 1 | Lionel Messi          | Inter Miami CF        | 7  | 10   |
| 2 | Bongokuhle Hlongwane  | Minnesota United FC   | 5  | 7    |
| 3 | Denis Bouanga         | Los Angeles FC        | 3  | 6    |
| 4 | Germán Berterame (en) | CF Monterrey          | 3  | 5    |
| 4 | Brandon Vazquez       | FC Cincinnati         | 3  | 5    |
| 6 | Dániel Gazdag         | Union de Philadelphie | 6  | 4    |
| 6 | Robert Taylor         | Inter Miami CF        | 7  | 4    |
| 8 | Josef Martínez        | Inter Miami CF        | 7  | 3    |
| 8 | Fafà Picault          | Nashville SC          | 7  | 3    |
| 8 | Giacomo Vrioni        | Revolution de la N-A  | 4  | 3    |
| 8 | Sam Surridge          | Nashville SC          | 4  | 3    |
| 8 | Gustavo Bou (en)      | Revolution de la N-A  | 3  | 3    |
| 8 | Cucho Hernández       | Crew de Columbus      | 3  | 3    |
| 8 | Harold Preciado (en)  | Club Santos Laguna    | 2  | 3    |

| # | Passeur           | Club                  | MJ | Passes |
| - | ----------------- | --------------------- | -- | ------ |
| 1 | Hany Mukhtar      | Nashville SC          | 7  | 5      |
| 2 | Robert Taylor     | Inter Miami CF        | 7  | 3      |
| 2 | Jesús Bueno       | Union de Philadelphie | 7  | 3      |
| 2 | Jacob Shaffelburg | Nashville SC          | 6  | 3      |
| 2 | Emanuel Reynoso   | Minnesota United FC   | 5  | 3      |
| 2 | Jesús Ferreira    | FC Dallas             | 4  | 3      |
| 2 | Denis Bouanga     | Los Angeles FC        | 3  | 3      |

### Bilan
- Plus grand nombre de buts dans une rencontre : 8 buts
  - 7 - 1 lors de Los Angeles FC - FC Juárez, le 3 août 2023 (Seizièmes de finale).
- Plus large victoire à domicile : 6 buts d'écart
  - 7 - 1 lors de Los Angeles FC - FC Juárez, le 3 août 2023 (Seizièmes de finale).
- Plus grand nombre de spectateurs dans une rencontre : 41 108 spectateurs
  - lors de Cruz Azul FC 1 - 1 Atlanta United FC au Mercedes-Benz Stadium le 30 juillet 2023 (3e journée)
- Plus petit nombre de spectateurs dans une rencontre : 948 spectateurs
  - lors de Pumas UNAM 0 - 1 Querétaro FC a l'Audi Field le 4 aout 2023 (Seizièmes de finale)
- Plus grande série de victoires : 5 matchs
  - CF Monterrey
- Plus grande série de matchs sans défaite : 7 matchs
  - Inter Miami CF
- Plus grande série de matchs sans victoire : 4 matchs
  - Dynamo de Houston

Source.